# Knobkerrie

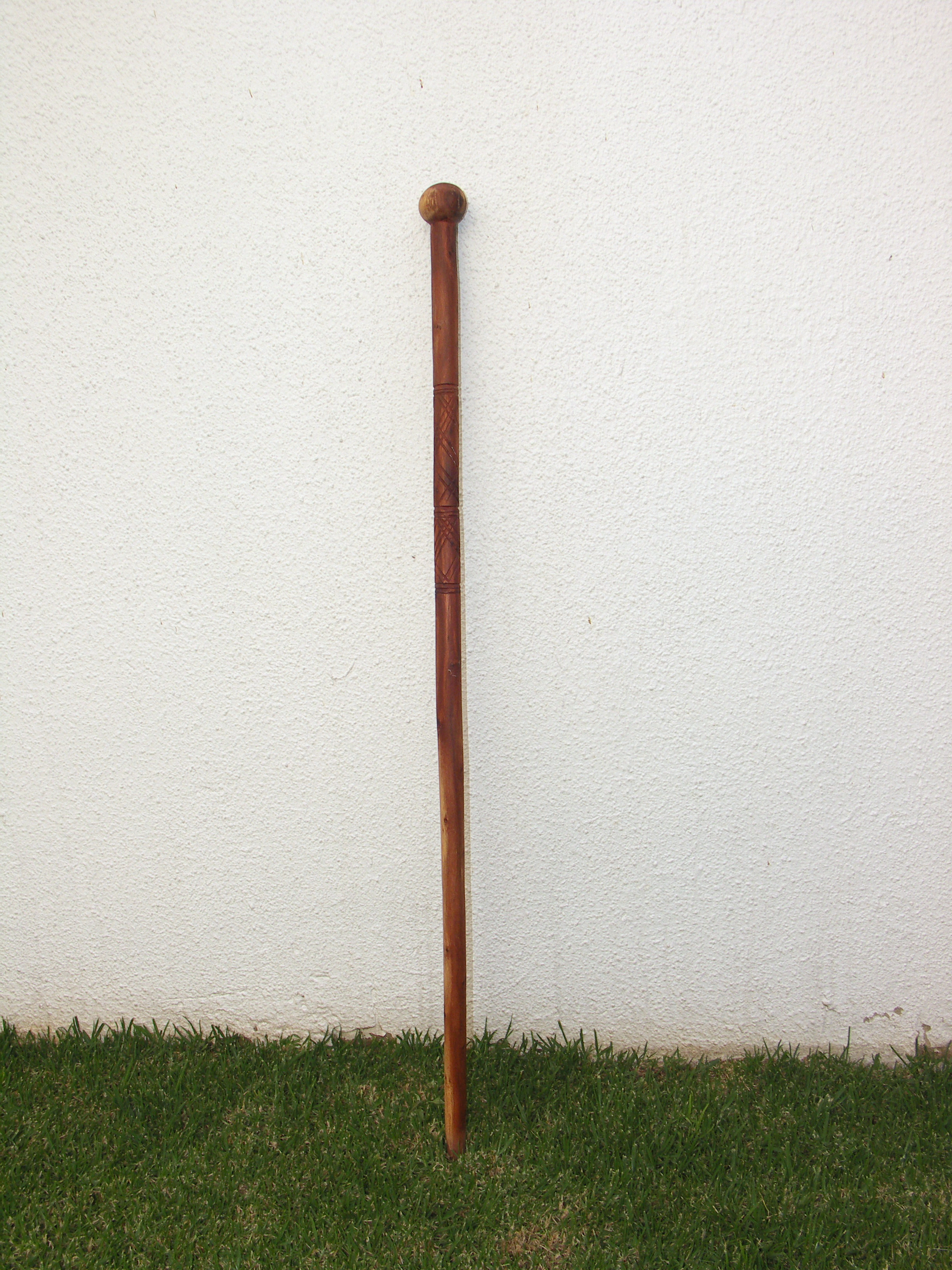
Un semplice Knobkerrie

Il Knobkerrie è un'antica arma bianca del tipo mazza diffusa presso diverse popolazioni dell'Africa.

## Storia
Il nome "knobkerrie" nasce dalla mescolanza tra il vocabolo di lingua afrikaans "knop" (lett. palla/sfera) ed il vocabolo di lingua khoi "kierie" (lett. bastone).
L'arma ha raggiunto l'apice di utilizzo durante la guerra tribale tra le tribù Nguni, Zulu e Xhosa. Durante l'Apartheid, quest'arma fu uno dei simboli delle molte proteste in Sudafrica e spesso la polizia reprimeva le proteste proprio con gli knobkerrie utilizzandoli alla stregua di un manganello occidentale..

## Descrizione
Il Knobkerrie è simile ad una mazza da golf. Il manico lungo e sottile è molto spesso composto da solo pezzo di legno e in alcuni casi è decorato con iscrizioni tribali mentre la testa è una sfera o ellissoide di rotazione con un raggio che può variare dai 5 ai 10 cm. La testa, spesso in legno o, in certi casi, placcata in metallo, può anch'essa presentare decorazioni come iscrizioni o volti scolpiti nel legno o addirittura spinata. L'arma è solitamente lunga più di un metro.
In combattimento (più difficilmente ma non di rado durante la caccia), lo scopo precipuo del knobkerrie era il colpo risolutivo alla testa del bersaglio.